# Lidija Jusupova
Lidija Jusupova (russisk: Лидия Мухтаровна Юсупова tr. Lidija Mukhtarovna Jusupova; født den 15. september 1961 i Grosnij, Tjetjenien, Sovjetunionen) arbejder som koordinator på den Moskva-baserede menneskeretsorganisation Memorials advokatkontor. Tidligere var Lidija Jusupova chef på Memorials kontor i Grosnij. For tiden er Jusupova i Moskva på grund af et toårigt stipendium.
Jusupova studerede russisk litteratur på Karatjajevo-Tjerkeskijinstituttet. Senere studerede hun jura på Det Tjetjenske Universitet i Grosnij og blev senere professor indenfor faget. Under den Første Tjetjenienkrig blev hun vidne til en krigstragedie og mistede mange af sine venner, slægtninge, kollegaer og familiemedlemmer. År 2000 under den Anden Tjetjenienkrig bestemte hun sig for at vi sit liv til menneskerettighederne ved at anvende sine juridiske kundskaber og sine personlige erfaringer under begge krigene.
Jusupova begyndte at indsamle vidnesbyrd fra ofre, som var blevet udsat for brud på menneskerettighederne, og hun fremførte deres sager overfor politi- og militærmyndighederne. Hun har ikke bare hjulpet ofrene med juridisk hjælp, men hun har også informeret resten af verden om de overgreb på menneskerettighederne, som den russiske hær og de tjetjenske oprørere begår.
Jusupova er blevet beskrevet som "den modigste kvinde i Europa" af BBC News, og repræsentanter fra Amnesty International har på tilsvarende måde beskrevet hende som "en af de modigste kvinder i Europa". Både Lidija og hendes organisation har været nomineret til Nobels fredspris 
Jusupova blev i 2004 tildelt Martin Ennals Award og i 2005 Thorolf Raftos Mindepris.
International Federation of Human Rights har meddelt, at Jusupova modtager dødstrusler for sit arbejde.